# Mordvinija
Republika Mordvinija ali Mordovija (rusko Респу́блика Мордо́вия, latinizirano: Respublika Mordovija, mokšansko Мордовия Республикась, latinizirano: Mordovija Respublikas') je avtonomna republika Ruske federacije v Privolškem federalnem okrožju. Na severu meji z Niženovgorodsko oblastjo, na severovzhodu z republiko Čuvašijo, na vzhodu z Uljanovsko oblastjo, na jugu s Penzensko oblastjo in na zahodu z Rjazansko oblastjo. Ustanovljena je bila 10. januarja 1930.